# Lucy Ayoub

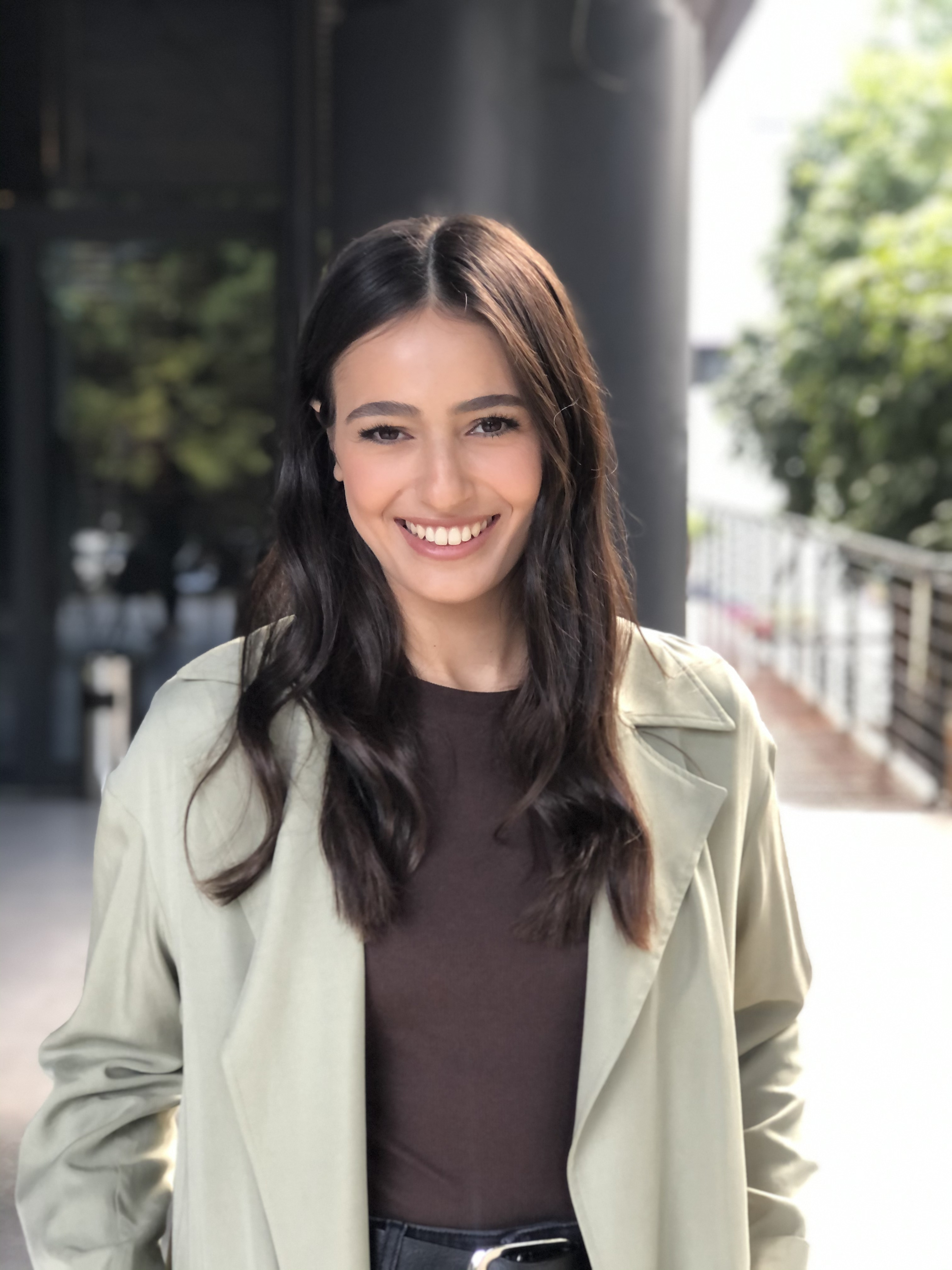
Lucy Ayoub, 2020

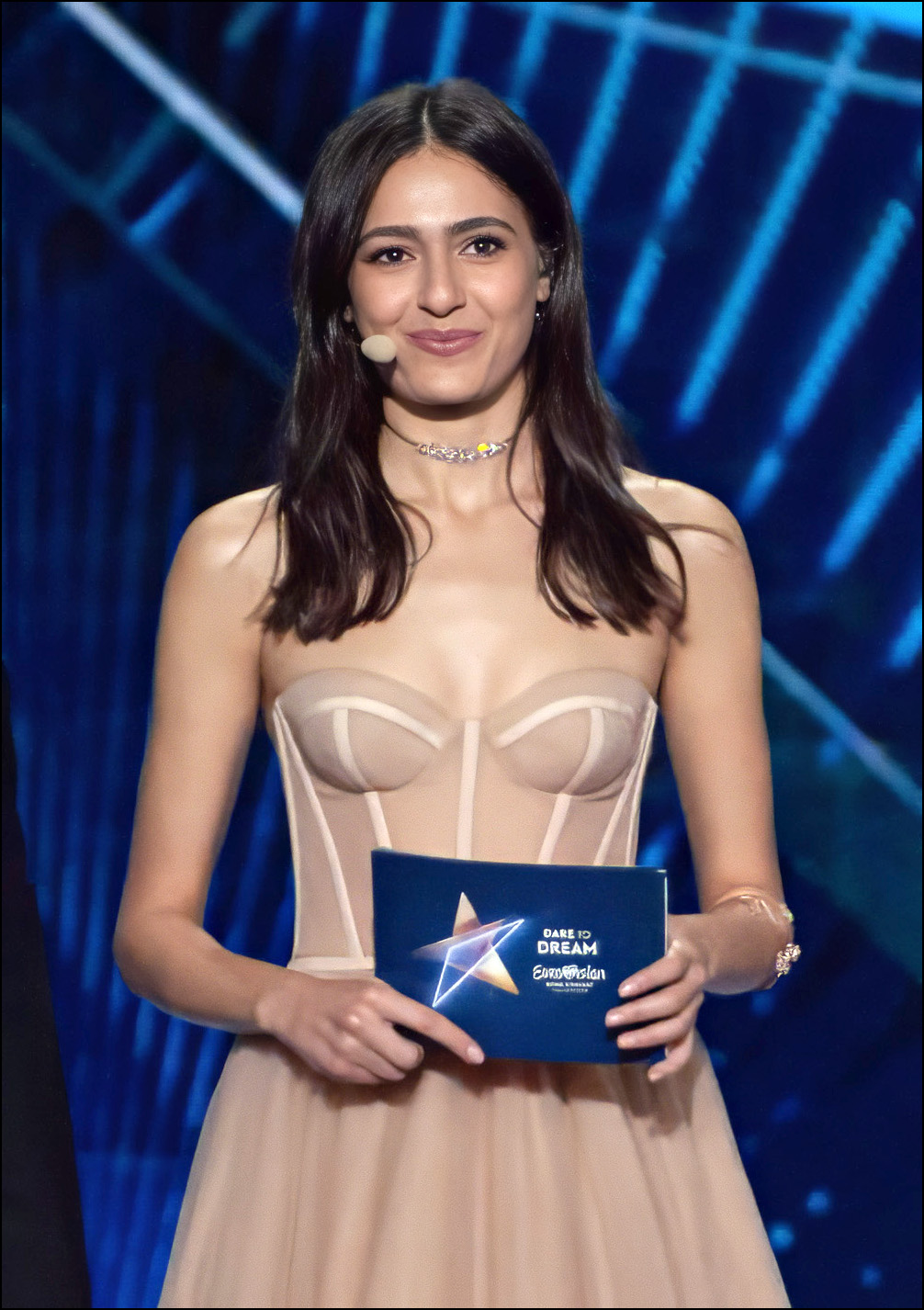
Ayoub moderiert den Eurovision Song Contest 2019 in Tel Aviv

Lucy Ayoub (hebräisch לוסי איוב, arabisch لوسي ايوب; * Juni 1992 in Haifa, Israel) ist eine israelische Moderatorin und Slam-Poetin.

## Leben
Ayoub wurde im Juni 1992 in Haifa geboren. Sie ist die Tochter eines arabisch-christlichen Vaters und einer aschkenasischen Mutter, die nach ihrer Hochzeit zum Christentum konvertiert ist. Ihre Großmutter väterlicherseits war eine Tochter eines palästinensischen Flüchtlings, der während des Israelischen Unabhängigkeitskrieges 1948 in den Libanon flüchtete. Ihre Großeltern mütterlicherseits waren Holocaust-Überlebende. Ihr Großvater überlebte ein Konzentrationslager, während ihre Großmutter aus Rumänien stammte.
Ayoub feiert sowohl die christlichen als auch die jüdischen Feiertage. Allerdings feiert sie diese jeweils mit anderen Familienmitgliedern. Sie selbst ist allerdings Atheistin, obwohl sie als Kind getauft wurde. Sie spricht fließend Hebräisch und Arabisch.
Ayoub ließ sich als Soldatin bei den Israelischen Verteidigungsstreitkräften ausbilden. Ebenfalls war sie zwei Jahre lang Lehrerin für Flugzeugsimulation bei den Israelischen Luftstreitkräften.
Seit 2017 lebt sie mit ihrem Freund Etay Bar in Tel Aviv.

## Karriere
2016 wurde sie erstmals in der Öffentlichkeit bekannt, als sie einige ihrer Texte bei einem israelischen Poetry Slam vorlas. Im selben Jahr wurde sie Mitarbeiterin beim Sender IPBC. Seit 2017 moderiert sie im Radio von IPBC eine wöchentliche kulturelle Radiosendung. Im selben Jahr wurde sie Moderation des Programmes Club Culture bei Kan 11.
Ayoub war Punktesprecherin für Israel beim Eurovision Song Contest 2018. Danach startete Miri Regev, die für das israelische Ministerium für Kultur und Sport zuständig ist, einen Protest gegen Ayoub, nachdem diese während der Live-Übertragung einige Worte in Arabisch sagte und Jerusalem nicht erwähnte.
Am 26. Januar 2019 wurde bekannt, dass Ayoub zusammen mit Bar Refaeli, Erez Tal und Assi Azar den Eurovision Song Contest 2019 in Tel Aviv moderieren wird. Außerdem moderierte sie mit Assi Azar die Halbfinal-Auslosung des Song Contests am 28. Januar 2019.
2022 spielte sie eine Hauptrolle in der israelischen Fernsehserie Fauda.

## Filmografie (Auswahl)
- 2022: Fauda (Fernsehserie, 12 Folgen)
- 2023: DreaMars (Fernsehserie, 6 Folgen)
- 2024: 8200 (Fernsehserie, 8 Folgen)
- 2024: Night Therapy (Fernsehserie, 10 Folgen)